# حادثه معدن یال شمال
حادثه معدن یال شمال، حادثه‌ای بود که در تاریخ ۲۸ آذر ۱۳۹۱ در معدن زغال‌سنگ یال شمال که در ۲۵ کیلومتری شهر طبس قرار دارد به وقوع پیوست. در این حادثه که به دلیل تجمع و انفجار گاز متان به وقوع پیوست ۸ تن کشته شدند.

## علت حادثه
حادثه معدن زغال‌سنگ یال شمالی طبس، که منجر به جان باختن هشت کارگر شد، بر اساس نتایج تحقیقات کارشناسان، ناشی از تجمع گاز متان و تهویه نامناسب معدن بوده است. گاز متان در بخش افق سه معدن تجمع کرده و به دلیل عدم تخلیه صحیح، در انتهای دویل به حد انفجار رسیده است. تلفیق این گاز با اکسیژن در نهایت با ایجاد جرقه‌ای منجر به انفجار شد.
این حادثه همچنین به دلیل عدم اجرای صحیح پروتکل‌های ایمنی رخ داده است. مسئول ایمنی معدن موظف بوده است قبل از شروع شیفت کاری کارگران، گازسنجی را انجام داده و در صورتی که میزان گاز متان پایین‌تر از حد استاندارد باشد، اجازه ورود کارگران را صادر کند. با این حال، به نظر می‌رسد که این اقدام به درستی انجام نشده و همین امر به وقوع حادثه انجامیده است.
در نهایت، این حادثه به دلیل تلفیق عوامل فنی مانند تهویه ناکافی و تجمع گاز متان و همچنین عدم رعایت کامل وظایف مسئولان ایمنی و فنی معدن رخ داده است.